# Кавала (дим)
Кава́ла (греч. Δήμος Καβάλας) — община в Греции. Входит в периферийную единицу Кавала в периферии Восточная Македония и Фракия. Административный центр — Кавала. Димархом на местных выборах 2019 года избран Теодорос Мурьядис (Θεόδωρος Μουριάδης). Площадь 351,35 км². Население 70 501 человек по переписи 2011 года. Плотность 200,66 человека на квадратный километр.
Община Кавала создана в 1918 году (ΦΕΚ 248Α). В 2010 году (ΦΕΚ 87Α) по Программе «Калликратис» к общине присоединена упразднённая община Филипи.